# Giai thoại về Hong Gil Dong
Giai thoại về Hong Gil Dong (tiếng Hàn: 역적: 백성을 훔친 도적; Yeokjuk: baegseong-eul humchin dojeog; Rebel: Thief Who Stole the People) là một bộ phim truyền hình Hàn Quốc với sự tham gia của Yoon Kyun-sang, Chae Soo-bin, Kim Ji-seok, Lee Ha-nui và Kim Sang-joong. Được phát sóng trên MBC vào thứ Hai và thứ Ba hàng tuần lúc 22:00 (KST) từ ngày 30 tháng 1 năm 2017 đến ngày 16 tháng 5 năm 2017.
Bộ phim đã đạt được thành công với tỷ lệ người xem trung bình là 11,34% và được cả nhà phê bình và khán giả khen ngợi về cốt truyện và phần diễn xuất. Tại Việt Nam, cộng đồng mạng làm phụ đề tiếng Việt cho phim không công khai trên internet, sau đó bộ phim được phát sóng lúc 17:15 hàng tuần từ ngày 26 tháng 7 năm 2019 trên kênh VTV3 của Đài truyền hình Việt Nam dưới định dạng thuyết minh tiếng Việt với tổng số tập phim là 43 tập, nhưng vì chèn thời lượng quảng cáo tầm 15 phút nên phim bị chia thành 2 tập (từ thứ 2 đến thứ 7 là 2 tập còn riêng chủ nhật chỉ chiếu 1 tập), khác với bản đầy đủ của phim vỏn vẹn 30 tập.

## Tóm tắt nội dung
Lấy bối cảnh triều đại của bạo chúa nổi tiếng Yên Sơn Quân, người hầu Ah Mo Gae của một gia đình quý tộc, sinh được hai người con trai, đặt tên là Gil hyeon và Gil Dong. Vì là con của nô lệ nên Gil hyeon và Gil Dong bị mọi người kỳ thị, khinh rẻ. Từ khi còn nhỏ, năm Gil Dong 4 tuổi có sức mạnh phi thường nên nhiều người gọi là tráng sĩ nhỏ tuổi.
Hong Gil Dong (Yoon Kyun-sang) là con trai của người hầu Hong Ah Mo Gae, điều này khiến Gil Dong không có chỗ đứng trong tầng lớp xã hội Joseon. Không có cơ hội để làm bất kỳ công việc chính đáng nào mặc dù đầy tài năng, Gil Dong trở thành thủ lĩnh của một nhóm buôn lậu chuyên đánh cắp người giàu chia cho người nghèo. Yi Yung (Lee Yoong) - người sống đương thời với Gil Dong, sau này trở thành vị vua bạo chúa khét tiếng nhất Yên Sơn Quân (Kim Ji-seok), được biết đến với hai cuộc thanh trừng đẫm máu nhất nhì lịch sử, gọi là Mậu Ngọ sĩ họa (戊午士禍) và Giáp Tý sĩ họa (甲子士禍), người đàn áp cuộc sống của nhân dân.

### Diễn viên chính
- Yoon Kyun sang trong vai Hong Gil-dong [8]
  - Lee Ro-woon trong vai Hong Gil-dong khi còn trẻ
- Chae Soo-bin trong vai Song Ga-ryung [9]

Người thầm yêu Gil-dong và cũng trở thành người vợ sau này.
- Kim Sang-joong trong vai vai Hong Ah Mo-gae [10]

Cha của Gil-dong. Một nô lệ tài giỏi và đầy tham vọng, người đã tự giải thoát thân phận nô lệ của mình và sau đó trở thành thủ lĩnh của Ilkhwari.
- Jang Geun Suk trong vai Thái tử Lee Yoong (sau này là Vua Yên Sơn Quân) [11]
- Lee Ha-nui trong vai Gong-hwa (sau đổi tên thành Jang Nok-soo) [12]

Phi tần của Yên Sơn Quân và cũng là mối tình đầu của Gil-dong.

### Diễn viên phụ

#### Gia đình họ Hong
- Shim Hee-sub trong vai Hong Gil-hyun / Park Ha-sung
  - Lee Do-hyun trong vai young Hong Gil-hyun

Con trưởng của Mo Gae và là anh trai Gil-dong
- Shin Eun-jung trong vai Geum-ok

Vợ của Ah Mo Gae và là mẹ Gil-dong.
- Lee Soo-min trong vai Hong Uh Ri-ni / Sang-hwa
  - Jeong Soo-in trong vai Hong Uh Ri-ni hồi nhỏ

Con gái của Ah Mo Gae và là em gái Gil-dong.

#### Ilkhwari
- Park Jun-gyu trong vai Hong So Boo-ri
- Lee Joon-hyuk trong vai Hong Yong-gae
- Kim Do-yoon trong vai Hong Se-gul
- Heo Jung-do trong vai Hong Il-chung
- Lee Ho-chul trong vai Hong Kkeut-shwe
- Kim Byung-chun trong vai Soo Noh Man-sub [13]
- Lee Myung-hoon trong vai Hong Eob-san
  - Jo Hyun-do trong vai young Eob-san
- Kim Ha-eun trong vai Jeok Sun-ah

#### Hoàng Tộc và Triều Đình
- Kim Jung-tae trong vai Prince Choongwongun / Lee Jung
- Choi Moo-sung trong vai King Seongjong
- Park Soo-young trong vai Kim Ja-won
- Ahn Suk-hwan trong vai First Vice-Premier Noh Sa-shin
- Ryu Tae-ho trong vai Ryu Ja-gwang
- Choi Yong-min trong vai Yoon Pil-sang
- Park Ji-il trong vai Lee Se-jwa
- Choi Dae-chul trong vai Park Won-jong

#### Các nhân vật khác
- Kim Byeong-ok trong vai Sử đạo Uhm Ja-chi

Văn thư của Sử đạo. Người mà sau này trở thành Sử đạo nhờ sự giúp sức của Ah Mo-gae.
- Hwang Seok-jeong trong vai Wol Ha-mae
- Kim Joon-bae trong vai Heo Tae-hak

Một tên côn đồ và là đối thủ Ah Mo-gae.
- Kim Jung-hyun trong vai Mo Ri

Cánh tay phải Heo Tae-hak, đối thủ sau này của Gil-dong
- Ahn Nae-sang trong vai Song Do-hwan
- Seo Yi-sook trong vai  phu nhân Jo, vợ của Jo Cham-bong.
- Park Eun-suk trong vai Jo Soo-hak, con trai của Jo Cham-bong.
  - Kim Ye-joon trong vai Jo Soo-hak thời trẻ
- Song Sam-dong trong vai Lee Uk-gong
- Jung Da-bin trong vai Ok Ran
- Kim Hee-jung trong vai Baek Kyun

### Các nhân vật xuất hiện ngắn khác
- Son Jong-hak trong vai Quý tộc Jo Cham-bong
- Ko In-bum trong vai chú của Quý tộc Jo Cham-bong

## Sản xuất
- Nam diễn viên Nam Goong Min và Ji Sung lần đầu tiên được mời đóng vai chính nhưng sau đó được thay thế bởi Yoon Kyun-sang.
- Buổi đọc kịch bản đầu tiên diễn ra vào ngày 30 tháng 12 năm 2016 tại Đài phát thanh MBC ở Sangam.[14][15]
- Bộ phim đã tái hợp Yoon Kyun-sang và Chae Soo-bin sau khi cả hai đóng vai chính trong Uniqnote feat. Bobby Kim and Jung Yup for Girlfriend năm 2014

## Xếp hạng
- Trong bảng dưới đây, màu xanh biểu thị xếp hạng thấp nhất và màu đỏ đại diện cho xếp hạng cao nhất.
- NR biểu thị rằng bộ phim không được xếp hạng trong 20 chương trình hàng đầu vào ngày đó

| Tập     | Ngày phát sóng           | Tỉ lệ khán giả theo dõi | Tỉ lệ khán giả theo dõi | Tỉ lệ khán giả theo dõi | Tỉ lệ khán giả theo dõi | Tỉ lệ khán giả theo dõi |
| Tập     | Ngày phát sóng           | TNmS                    | TNmS                    | AGB Nielsen             | AGB Nielsen             | AGB Nielsen             |
| Tập     | Ngày phát sóng           | Toàn quốc               | Seoul                   | Toàn quốc               | Seoul                   | Cao nhất                |
| ------- | ------------------------ | ----------------------- | ----------------------- | ----------------------- | ----------------------- | ----------------------- |
| 1       | ngày 30 tháng 1 năm 2017 | 8.3% (20th)             | 8.2% (17th)             | 8.9% (NR)               | 9.1% (16th)             | 11.0%                   |
| 2       | ngày 31 tháng 1 năm 2017 | 8.4% (17th)             | 9.3% (8th)              | 10.0% (8th)             | 10.2% (6th)             | 12.1%                   |
| 3       | ngày 6 tháng 2 năm 2017  | 9.9% (12th)             | 11.3% (5th)             | 10.5% (7th)             | 10.8% (5th)             | 13.3%                   |
| 4       | ngày 7 tháng 2 năm 2017  | 11.4% (7th)             | 12.5% (5th)             | 12.3% (5th)             | 12.3% (5th)             | 14.5%                   |
| 5       | ngày 13 tháng 2 năm 2017 | 9.8% (11th)             | 11.8% (5th)             | 10.7% (7th)             | 10.9% (6th)             | 12.9%                   |
| 6       | ngày 14 tháng 2 năm 2017 | 9.1% (10th)             | 10.9% (5th)             | 10.6% (8th)             | 11.1% (5th)             | 12.9%                   |
| 7       | ngày 20 tháng 2 năm 2017 | 9.4% (10th)             | 11.4% (5th)             | 11.4% (5th)             | 11.9% (5th)             | 13.3%                   |
| 8       | ngày 21 tháng 2 năm 2017 | 9.4% (9th)              | 10.9% (5th)             | 11.5% (5th)             | 12.1% (5th)             | 14.0%                   |
| 9       | ngày 27 tháng 2 năm 2017 | 10.6% (7th)             | 11.7% (5th)             | 11.7% (5th)             | 12.0% (5th)             | 14.3%                   |
| 10      | ngày 28 tháng 2 năm 2017 | 11.4% (7th)             | 11.9% (5th)             | 12.5% (5th)             | 13.4% (5th)             | 15.2%                   |
| 11      | ngày 6 tháng 3 năm 2017  | 8.9% (12th)             | 10.0% (5th)             | 10.3% (8th)             | 10.6% (6th)             | 12.1%                   |
| 12      | ngày 7 tháng 3 năm 2017  | 9.5% (11th)             | 10.5% (6th)             | 10.5% (7th)             | 10.5% (5th)             | 12.0%                   |
| 13      | ngày 13 tháng 3 năm 2017 | 9.8% (10th)             | 10.5% (6th)             | 10.6% (7th)             | 10.5% (5th)             | 12.3%                   |
| 14      | ngày 14 tháng 3 năm 2017 | 9.7% (7th)              | 10.5% (5th)             | 10.4% (7th)             | 10.3% (5th)             | 11.0%                   |
| 15      | ngày 20 tháng 3 năm 2017 | 9.6% (12th)             | 10.7% (7th)             | 9.7% (7th)              | 9.3% (9th)              | 10.9%                   |
| 16      | ngày 21 tháng 3 năm 2017 | 8.9% (11th)             | 9.7% (6th)              | 8.8% (7th)              | 8.9% (6th)              | 10.0%                   |
| 17      | ngày 27 tháng 3 năm 2017 | 11.9% (7th)             | 12.3% (5th)             | 13.8% (5th)             | 14.3% (5th)             | 15.9%                   |
| 18      | ngày 28 tháng 3 năm 2017 | 12.3% (7th)             | 13.1% (5th)             | 13.9% (4th)             | 14.8% (5th)             | 16.3%                   |
| 19      | ngày 3 tháng 4 năm 2017  | 11.2% (7th)             | 11.6% (5th)             | 12.9% (5th)             | 13.7% (5th)             | 15.7%                   |
| 20      | ngày 4 tháng 4 năm 2017  | 12.8% (5th)             | 14.1% (5th)             | 12.5% (5th)             | 12.6% (5th)             | 15.7%                   |
| 21      | ngày 10 tháng 4 năm 2017 | 11.5% (7th)             | 12.6% (5th)             | 12.7% (5th)             | 13.1% (5th)             | 15.0%                   |
| 22      | ngày 11 tháng 4 năm 2017 | 12.5% (7th)             | 13.8% (5th)             | 13.0% (5th)             | 13.1% (5th)             | 15.7%                   |
| 23      | ngày 17 tháng 4 năm 2017 | 13.0% (5th)             | 14.2% (5th)             | 13.5% (5th)             | 14.2% (5th)             | 16.0%                   |
| 24      | ngày 18 tháng 4 năm 2017 | 13.0% (6th)             | 14.2% (5th)             | 13.3% (5th)             | 14.0% (5th)             | 15.6%                   |
| 25      | ngày 24 tháng 4 năm 2017 | 11.6% (7th)             | 12.6% (5th)             | 12.1% (5th)             | 12.6% (5th)             | 14.1%                   |
| 26      | ngày 25 tháng 4 năm 2017 | 11.6% (5th)             | 12.8% (5th)             | 12.4% (4th)             | 12.7% (4th)             | 14.3%                   |
| 27      | ngày 1 tháng 5 năm 2017  | 12.6% (5th)             | 14.7% (4th)             | 13.0% (5th)             | 13.7% (4th)             | 15.9%                   |
| 28      | ngày 8 tháng 5 năm 2017  | 13.3% (5th)             | 15.4% (4th)             | 12.3% (5th)             | 12.4% (5th)             | 15.8%                   |
| 29      | ngày 15 tháng 5 năm 2017 | 11.7% (7th)             | 12.5% (5th)             | 12.1% (6th)             | 12.8% (5th)             | 13.9%                   |
| 30      | ngày 16 tháng 5 năm 2017 | 13.8% (4th)             | 15.6% (4th)             | 14.4% (5th)             | 15.1% (5th)             | 17.0%                   |
| Average | Average                  | 10.8%                   | 12.0%                   | 11.7%                   | 12.1%                   | 13.9%                   |

- Tập 28 không phát sóng vào ngày 2 tháng 5 do phát sóng cuộc tranh luận tổng thống.
- Tập 29 không phát sóng vào ngày 9 tháng 5 do tin tức về cuộc bầu cử tổng thống.

## Nhạc phim

### Part 1
| STT              | Nhan đề                                            | Phổ lời          | Phổ nhạc         | Ca sĩ            | Thời lượng |
| ---------------- | -------------------------------------------------- | ---------------- | ---------------- | ---------------- | ---------- |
| 1.               | "If Spring Comes (Original Version)" (봄이 온다면) | Ahn Ye-eun       | Ahn Ye-eun       | Jeon In-kwon     | 04:36      |
| 2.               | "If Spring Comes (Drama Version)" (봄이 온다면)    | Ahn Ye-eun       | Ahn Ye-eun       | Jeon In-kwon     | 04:31      |
| 3.               | "If Spring Comes (Instrumental)" (봄이 온다면)     |                  | Ahn Ye-eun       |                  | 04:31      |
| Tổng thời lượng: | Tổng thời lượng:                                   | Tổng thời lượng: | Tổng thời lượng: | Tổng thời lượng: | 13:38      |

### Part 2
| STT              | Nhan đề                                                        | Phổ lời          | Phổ nhạc                | Ca sĩ            | Thời lượng |
| ---------------- | -------------------------------------------------------------- | ---------------- | ----------------------- | ---------------- | ---------- |
| 1.               | "If Spring Comes (Drama Version)" (봄이 온다면)                | Ahn Ye-eun       | Ahn Ye-eun              | Ahn Ye-eun       | 03:31      |
| 2.               | "Which Way (Drama Version)" (길이 어데요)                      | Kim Soo-han      | Kim Soo-han Fara Effect | Lee Ha-nui       | 02:56      |
| 3.               | "If Spring Comes (Drama Version) (Instrumental)" (봄이 온다면) |                  | Ahn Ye-eun              |                  | 03:31      |
| 4.               | "Which Way (Instrumental)" (길이 어데요)                       |                  | Kim Soo-han Fara Effect |                  | 02:56      |
| Tổng thời lượng: | Tổng thời lượng:                                               | Tổng thời lượng: | Tổng thời lượng:        | Tổng thời lượng: | 12:54      |

### Part 3
| STT              | Nhan đề                                | Phổ lời          | Phổ nhạc         | Ca sĩ            | Thời lượng |
| ---------------- | -------------------------------------- | ---------------- | ---------------- | ---------------- | ---------- |
| 1.               | "Your Flower" (그대 꽃)                | VIP              | VIP              | U Sung-eun       | 04:32      |
| 2.               | "Your Flower (Instrumental)" (그대 꽃) |                  | VIP              |                  | 04:32      |
| Tổng thời lượng: | Tổng thời lượng:                       | Tổng thời lượng: | Tổng thời lượng: | Tổng thời lượng: | 09:04      |

### Part 4
| STT              | Nhan đề                                                  | Phổ lời                         | Phổ nhạc                 | Ca sĩ            | Thời lượng |
| ---------------- | -------------------------------------------------------- | ------------------------------- | ------------------------ | ---------------- | ---------- |
| 1.               | "I Wanted To Love" (사랑하고 싶었던 거야)                | Shin Jae-hong Shin Hyung Rapsta | Shin Jae-hong Shin Hyung | Minzy            | 03:26      |
| 2.               | "I Wanted To Love (Instrumental)" (사랑하고 싶었던 거야) |                                 | Shin Jae-hong Shin Hyung |                  | 03:26      |
| Tổng thời lượng: | Tổng thời lượng:                                         | Tổng thời lượng:                | Tổng thời lượng:         | Tổng thời lượng: | 06:52      |

### Part 5
| STT              | Nhan đề                              | Phổ lời          | Phổ nhạc         | Ca sĩ            | Thời lượng |
| ---------------- | ------------------------------------ | ---------------- | ---------------- | ---------------- | ---------- |
| 1.               | "Magic Lily" (상사화)                | Ahn Ye-eun       | Ahn Ye-eun       | Ahn Ye-eun       | 05:26      |
| 2.               | "Magic Lily (Instrumental)" (상사화) |                  | Ahn Ye-eun       |                  | 05:26      |
| Tổng thời lượng: | Tổng thời lượng:                     | Tổng thời lượng: | Tổng thời lượng: | Tổng thời lượng: | 10:52      |

### Part 6
| STT              | Nhan đề                                   | Phổ lời          | Phổ nhạc                | Ca sĩ            | Thời lượng |
| ---------------- | ----------------------------------------- | ---------------- | ----------------------- | ---------------- | ---------- |
| 1.               | "That's Love" (사랑이라고)                | Ahn Ye-eun       | Kim Jin-hwan Ahn Ye-eun | Choi Yoon-a      | 04:44      |
| 2.               | "That's Love (Instrumental)" (사랑이라고) |                  | Kim Jin-hwan Ahn Ye-eun |                  | 04:44      |
| Tổng thời lượng: | Tổng thời lượng:                          | Tổng thời lượng: | Tổng thời lượng:        | Tổng thời lượng: | 09:28      |

### Part 7
| STT              | Nhan đề                                                          | Phổ lời          | Phổ nhạc                | Ca sĩ            | Thời lượng |
| ---------------- | ---------------------------------------------------------------- | ---------------- | ----------------------- | ---------------- | ---------- |
| 1.               | "Spring Of Ilkhwari" (익화리의 봄)                               | Ahn Ye-eun       | Ahn Ye-eun Kim Jin-hwan | Kim Sang-joong   | 04:10      |
| 2.               | "Spring Of Ilkhwari (Ah Mo Gae narration version)" (익화리의 봄) | Ahn Ye-eun       | Ahn Ye-eun Kim Jin-hwan | Kim Sang-joong   | 04:10      |
| 3.               | "Spring Of Ilkhwari (Instrumental)" (익화리의 봄)                |                  | Ahn Ye-eun Kim Jin-hwan |                  | 04:10      |
| Tổng thời lượng: | Tổng thời lượng:                                                 | Tổng thời lượng: | Tổng thời lượng:        | Tổng thời lượng: | 12:30      |

### Part 8
| STT              | Nhan đề                                         | Phổ lời          | Phổ nhạc                 | Ca sĩ                       | Thời lượng |
| ---------------- | ----------------------------------------------- | ---------------- | ------------------------ | --------------------------- | ---------- |
| 1.               | "Nightly Rain" (담담히 적시고나)                | Lee Il-woo       | Park Min-hee Kim Soo-han | Jambinai feat. Park Min-hee | 04:11      |
| 2.               | "Nightly Rain (Instrumental)" (담담히 적시고나) |                  | Park Min-hee Kim Soo-han |                             | 04:11      |
| Tổng thời lượng: | Tổng thời lượng:                                | Tổng thời lượng: | Tổng thời lượng:         | Tổng thời lượng:            | 08:22      |

### Part 9
| STT              | Nhan đề                         | Phổ lời          | Phổ nhạc              | Ca sĩ            | Thời lượng |
| ---------------- | ------------------------------- | ---------------- | --------------------- | ---------------- | ---------- |
| 1.               | "New Day" (새날)                | Ahn Ye-eun       | Ahn Ye-eun Haerobwang | Yeon Kyu-sung    | 05:12      |
| 2.               | "New Day (Instrumental)" (새날) |                  | Ahn Ye-eun Haerobwang |                  | 05:12      |
| Tổng thời lượng: | Tổng thời lượng:                | Tổng thời lượng: | Tổng thời lượng:      | Tổng thời lượng: | 10:24      |

### Part 10
| STT              | Nhan đề                                   | Phổ lời          | Phổ nhạc                | Ca sĩ            | Thời lượng |
| ---------------- | ----------------------------------------- | ---------------- | ----------------------- | ---------------- | ---------- |
| 1.               | "That's Love" (사랑이라고)                | Ahn Ye-eun       | Kim Jin-hwan Ahn Ye-eun | Chae Soo-bin     | 04:44      |
| 2.               | "That's Love (Instrumental)" (사랑이라고) |                  | Kim Jin-hwan Ahn Ye-eun |                  | 04:44      |
| Tổng thời lượng: | Tổng thời lượng:                          | Tổng thời lượng: | Tổng thời lượng:        | Tổng thời lượng: | 09:28      |

## Phát sóng quốc tế
- Bộ phim có mặt trên toàn thế giới trên DramaFever kể từ ngày 31 tháng 1 năm 2017 với tựa đề Rebel: Thief of the People.
- Tại Philippines và Singapore, bộ phim được phát trực tiếp trên Viu 12 giờ sau khi Hàn Quốc phát sóng, dưới tiêu đề The Rebel.
- Tại Indonesia, Hồng Kông, Malaysia và Singapore, bộ phim đang được phát trên Oh! K trong vòng 24 giờ sau khi Hàn Quốc phát sóng, dưới tiêu đề The Rebel.
- Tại Nhật Bản, bộ phim sẽ được phát sóng trên KNTV vào mỗi thứ Tư và thứ Năm lúc 10:05 JST bắt đầu từ ngày 19 tháng 4 năm 2017 dưới tựa đề Rebel - Hero of the People Hong Gil-dong (逆賊-民の英雄 ホン･ギルドン- Gyakuzoku - min no eiyū Hon Girudon-?).[17]
- Tại Việt Nam, bộ phim được phát sóng trên kênh VTV3 vào lúc 17:15 hàng ngày bắt đầu từ ngày 26 tháng 7 năm 2019 với tựa đề Giai thoại về Hong Gil Dong

## Giải thưởng và đề cử
| Năm  | Giải thưởng                  | Thể loại                                                | Người được đề cử | Kết quả   | Tham chiếu           |
| ---- | ---------------------------- | ------------------------------------------------------- | ---------------- | --------- | -------------------- |
| 2017 | 10th Korea Drama Awards      | Grand Prize (Daesang)                                   | Kim Sang-joong   | Đoạt giải | [ 18 ] [ 19 ]        |
| 2017 | 10th Korea Drama Awards      | Best Drama                                              | The Rebel        | Đề cử     | [ 18 ] [ 19 ]        |
| 2017 | 10th Korea Drama Awards      | Best Production Director                                | Kim Jin-man      | Đề cử     | [ 18 ] [ 19 ]        |
| 2017 | 10th Korea Drama Awards      | Best Screenplay                                         | Hwang Jin-young  | Đề cử     | [ 18 ] [ 19 ]        |
| 2017 | 10th Korea Drama Awards      | Top Excellence Award, Actor                             | Kim Ji-seok      | Đoạt giải | [ 18 ] [ 19 ]        |
| 2017 | 10th Korea Drama Awards      | Top Excellence Award, Actress                           | Lee Ha-nui       | Đoạt giải | [ 18 ] [ 19 ]        |
| 2017 | 10th Korea Drama Awards      | Excellence Award, Actor                                 | Yoon Kyun-sang   | Đề cử     | [ 18 ] [ 19 ]        |
| 2017 | 1st The Seoul Awards         | Best Drama                                              | The Rebel        | Đề cử     | [ 20 ] [ 21 ]        |
| 2017 | 1st The Seoul Awards         | Best Actor                                              | Yoon Kyun-sang   | Đề cử     | [ 20 ] [ 21 ]        |
| 2017 | 1st The Seoul Awards         | Best Supporting Actor                                   | Kim Ji-seok      | Đề cử     | [ 20 ] [ 21 ]        |
| 2017 | 1st The Seoul Awards         | Best Supporting Actress                                 | Lee Ha-nui       | Đoạt giải | [ 20 ] [ 21 ]        |
| 2017 | ABU Prizes                   | Commended Prize                                         | The Rebel        | Đoạt giải | [ 22 ]               |
| 2017 | 2017 Asian Television Awards | Best Drama Series                                       | The Rebel        | Đề cử     | [ 23 ]               |
| 2017 | 36th MBC Drama Awards        | Grand Prize (Daesang)                                   | Kim Sang-joong   | Đoạt giải | [ 24 ] [ 25 ] [ 26 ] |
| 2017 | 36th MBC Drama Awards        | Drama of the Year                                       | The Rebel        | Đoạt giải | [ 24 ] [ 25 ] [ 26 ] |
| 2017 | 36th MBC Drama Awards        | Writer of the Year                                      | Hwang Jin-young  | Đoạt giải | [ 24 ] [ 25 ] [ 26 ] |
| 2017 | 36th MBC Drama Awards        | Top Excellence Award, Actor in a Monday-Tuesday Drama   | Kim Sang-joong   | Đề cử     | [ 24 ] [ 25 ] [ 26 ] |
| 2017 | 36th MBC Drama Awards        | Top Excellence Award, Actor in a Monday-Tuesday Drama   | Yoon Kyun-sang   | Đề cử     | [ 24 ] [ 25 ] [ 26 ] |
| 2017 | 36th MBC Drama Awards        | Top Excellence Award, Actress in a Monday-Tuesday Drama | Lee Ha-nui       | Đoạt giải | [ 24 ] [ 25 ] [ 26 ] |
| 2017 | 36th MBC Drama Awards        | Excellence Award, Actress in a Monday-Tuesday Drama     | Chae Soo-bin     | Đoạt giải | [ 24 ] [ 25 ] [ 26 ] |
| 2017 | 36th MBC Drama Awards        | Golden Acting Award, Actor in a Monday-Tuesday Drama    | Kim Byeong-ok    | Đề cử     | [ 24 ] [ 25 ] [ 26 ] |
| 2017 | 36th MBC Drama Awards        | Golden Acting Award, Actress in a Monday-Tuesday Drama  | Seo Yi-sook      | Đoạt giải | [ 24 ] [ 25 ] [ 26 ] |
| 2017 | 36th MBC Drama Awards        | Popularity Award, Actor                                 | Yoon Kyun-sang   | Đề cử     | [ 24 ] [ 25 ] [ 26 ] |
| 2017 | 36th MBC Drama Awards        | Popularity Award, Actress                               | Lee Ha-nui       | Đề cử     | [ 24 ] [ 25 ] [ 26 ] |
| 2017 | 36th MBC Drama Awards        | Best New Actor                                          | Kim Jung-hyun    | Đoạt giải | [ 24 ] [ 25 ] [ 26 ] |
| 2017 | 36th MBC Drama Awards        | Best New Actor                                          | Shim Hee-seop    | Đề cử     | [ 24 ] [ 25 ] [ 26 ] |
| 2017 | 36th MBC Drama Awards        | Best New Actress                                        | Lee Soo-min      | Đề cử     | [ 24 ] [ 25 ] [ 26 ] |
| 2017 | 36th MBC Drama Awards        | Best Young Actor                                        | Lee Ro-woon      | Đoạt giải | [ 24 ] [ 25 ] [ 26 ] |
| 2017 | 36th MBC Drama Awards        | Best Young Actor                                        | Jung Soo-in      | Đề cử     | [ 24 ] [ 25 ] [ 26 ] |
| 2017 | 36th MBC Drama Awards        | Best Character Award, Fighting Spirit Acting            | Kim Sang-joong   | Đề cử     | [ 24 ] [ 25 ] [ 26 ] |
| 2018 | 54th Baeksang Arts Awards    | Best Actor                                              | Kim Sang-joong   | Đề cử     | [ 27 ]               |